# Hanoi
Hanoi (deutsche Aussprache [haˈnɔʏ̯, auch ˈhanɔʏ̯], vietnamesisch Hà Nội [[hàː nôjˀ] ⓘ], Hán tự 河內, wörtlich: Stadt zwischen den Flüssen) ist die Hauptstadt und nach Ho-Chi-Minh-Stadt die zweitgrößte Stadt Vietnams. Nach der Neugliederung der Verwaltungsgrenzen im Jahr 2008, bei der die gesamte Provinz Hà Tây und Teile weiterer Provinzen Hanoi zugeschlagen wurden, wies die Stadt Ende 2019 rund 8,05 Mio. Einwohner auf.
Hanoi war der einzige Ort im asiatisch-pazifischen Raum, dem am 16. Juli 1999 von der UNESCO der Titel „Stadt des Friedens“ verliehen wurde, in Anerkennung seiner Beiträge zum Kampf für den Frieden, seiner Bemühungen zur Förderung der Gleichberechtigung in der Gemeinschaft, zum Schutz der Umwelt und zur Förderung der Kultur und Bildung und Betreuung für jüngere Generationen. Hanoi ist am 31. Oktober 2019 anlässlich des Weltstädtetags als Design City dem Network of Creative Cities der UNESCO beigetreten. Die Stadt war auch Gastgeber zahlreicher internationaler Veranstaltungen, darunter APEC Vietnam 2006, 132. Versammlung der Interparlamentarischen Union (IPU-132), das Gipfeltreffen in Hanoi 2019 zwischen Nordkorea und den Vereinigten Staaten sowie die Südostasienspiele 2003 und 2021 und die Asien-Hallenspiele 2009.

## Geschichte
Hanoi ist die älteste der bestehenden Hauptstädte Südostasiens. Belegt ist sie in ihrem Gründungsjahr 1010 als Zitadelle Thăng Long.
Bereits seit der Bronzezeit besiedelt war die nur wenige Kilometer nördlich des heutigen Stadtzentrums gelegene Zitadelle von Cổ Loa, aus der viele Relikte aus der Dong-Son-Kultur bis ins siebte vorchristliche Jahrhundert hinein nachweisbar sind. Sie wurde 257 v. Chr. von Thục Phán zur Hauptstadt des von ihm gegründeten frühvietnamesischen Königreichs Âu Lạc bestimmt.
Im Jahre 866 errichtete die chinesische Tang-Dynastie zur Konsolidierung ihrer Besatzung am Westufer des Roten Flusses eine Zitadelle namens Đại La, die König Lý Thái Tổ, der Begründer der Lý-Dynastie, im Jahre 1010 zu seiner Residenzstadt auserwählte und „Thăng Long“ (Hán tự: 昇龍, „aufsteigender Drache“) nannte.
Zahlreiche Sagen und Legenden umranken Hanois Geschichte.
Im Laufe der Jahrhunderte wurde Hanoi wiederholt von Invasoren erobert, verlor dabei auch seinen Status als Hauptstadt und wurde mehrfach umbenannt.
Während der Ho-Dynastie (1400–1407) trug die Stadt den Namen Đông Đô (östliche Hauptstadt), während der Besetzung durch die chinesische Ming-Dynastie hieß sie Đông Quan (östliches Tor). Die Le-Könige benannten sie 1430 wieder in Đông Kinh (östliche Hauptstadt) um; als die Niederländische Ostindien-Kompanie im 17. Jahrhundert hier eine Handelsniederlassung einrichtete, gelangte dieser Name als Tongking ins europäische Schrifttum.
Während der Nguyen-Dynastie (1802–1945) verlor Hanoi seinen Status als Hauptstadt und musste diesen an Huế abtreten, blieb jedoch administratives Zentrum des Nordens.
Da der Drache als Symbol der kaiserlichen Macht der Hauptstadt Huế vorbehalten bleiben sollte, wurde die Stadt abermals umbenannt. Der Nguyen-Kaiser Minh Mạng (1820–1841) gab ihr 1831 ihren heutigen Namen Hà Nội (Hán Nôm: 河内) – die „Stadt innerhalb der Flüsse“, der nichts weiter als eine geografische Lage bezeichnet.

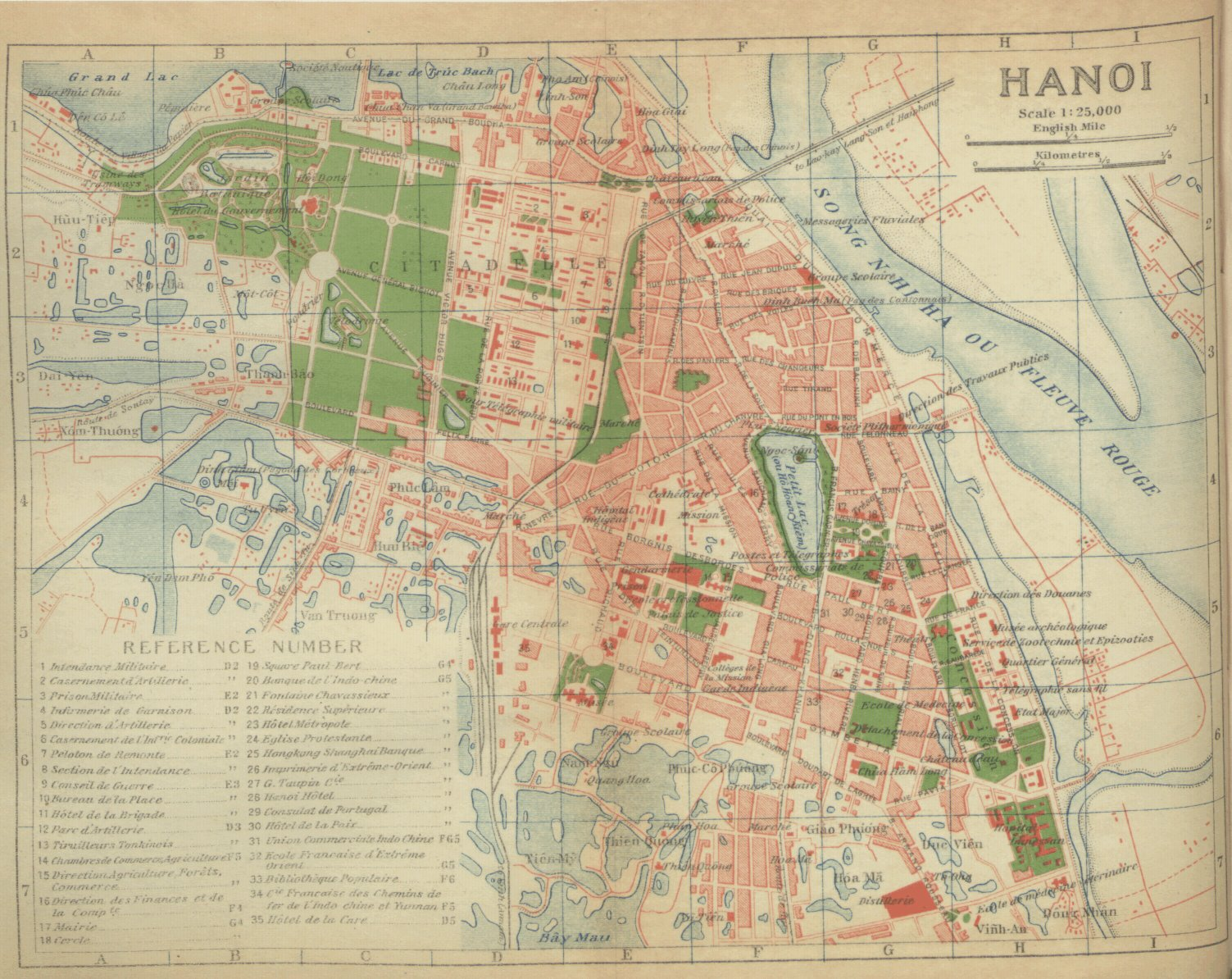
Hanoi (Karte der japanischen Eisenbahnbehörde, 1920)

1873 wurde Hanoi von den Franzosen erobert. Von 1883 bis 1945 war die Stadt Verwaltungszentrum der Kolonie Französisch-Indochina. Die Franzosen errichteten südlich von Alt-Hanoi eine moderne Verwaltungsstadt, legten breite, rechtwinklig zueinander liegende, baumgesäumte Alleen mit Oper, Kirchen, öffentlichen Bauten und Luxusvillen an, zerstörten aber auch große Teile der Stadt, schütteten Seen und Kanäle zu oder verkleinerten diese; Kaiserpaläste und Zitadelle mussten ebenfalls weichen.
Von 1940 bis 1945 war Hanoi, wie auch der größte Teil von Französisch-Indochina und Südostasien, japanisch besetzt. Am 2. September 1945 rief Ho Chi Minh hier die Demokratische Republik Vietnam (Nordvietnam) aus. Die vietnamesische Nationalversammlung beschloss am 6. Januar 1946, Hanoi zur Hauptstadt der Demokratischen Republik Vietnam zu machen.
Zwischen 1946 und 1954 war die Stadt Schauplatz heftiger Kämpfe zwischen Franzosen und den Việt Minh (Indochinakrieg). Während des Vietnamkrieges wurde Hanoi von den Amerikanern bombardiert; die ersten Bombenangriffe erfolgten 1966, die letzten Ende 1972. Allein zum Weihnachtsfest 1972 trafen 40.000 t Sprengstoff die Stadt und zerstörten sie zu 25 Prozent.
Als nach dem Ende des Krieges Nord- und Südvietnam wieder vereinigt wurden, wurde Hanoi am 2. Juli 1976 zur Hauptstadt von ganz Vietnam.

## Geografie
Die Stadt liegt am fruchtbaren Delta des Roten Flusses (Sông Hồng), etwa 100 km von dessen Mündung in den Golf von Tonkin entfernt.

## Klima
Das Klima ist subtropisch-monsunal mit feucht-heißen Sommern und mild-trockenen Wintern. Die Jahresniederschlagsmenge beträgt 1.682 mm; acht Monate sind humid, vier arid.
|                       | Jan  | Feb  | Mär  | Apr  | Mai   | Jun   | Jul   | Aug   | Sep   | Okt   | Nov  | Dez  |   |         |
| Mittl. Tagesmax. (°C) | 19,3 | 19,9 | 22,8 | 27,0 | 31,5  | 32,6  | 32,9  | 31,9  | 30,9  | 28,6  | 25,2 | 21,8 | ⌀ | 27,1    |
| Mittl. Tagesmin. (°C) | 13,7 | 15,0 | 18,1 | 21,4 | 24,3  | 25,8  | 26,1  | 25,7  | 24,7  | 21,9  | 18,5 | 15,3 | ⌀ | 20,9    |
|                       |      |      |      |      |       |       |       |       |       |       |      |      |   |         |
| Niederschlag (mm)     | 18,6 | 26,2 | 43,8 | 90,1 | 188,5 | 239,9 | 288,2 | 318,0 | 265,4 | 130,7 | 43,4 | 23,4 | Σ | 1.676,2 |
|                       |      |      |      |      |       |       |       |       |       |       |      |      |   |         |
| Sonnenstunden (h/d)   | 2,7  | 1,9  | 1,5  | 3,1  | 6,1   | 5,3   | 6,3   | 5,9   | 5,9   | 6,0   | 4,9  | 3,9  | ⌀ | 4,5     |
|                       |      |      |      |      |       |       |       |       |       |       |      |      |   |         |
| Regentage (d)         | 8,4  | 11,3 | 15,0 | 13,3 | 14,2  | 14,7  | 15,7  | 16,7  | 13,7  | 9,0   | 6,5  | 6    | Σ | 144,5   |
|                       |      |      |      |      |       |       |       |       |       |       |      |      |   |         |
| Wassertemperatur (°C) | 20   | 19   | 20   | 23   | 27    | 29    | 29    | 29    | 29    | 28    | 25   | 22   | ⌀ | 25      |
|                       |      |      |      |      |       |       |       |       |       |       |      |      |   |         |
| Luftfeuchtigkeit (%)  | 80   | 83   | 85   | 85   | 81    | 80    | 80    | 82    | 80    | 79    | 76   | 76   | ⌀ | 80,6    |

| 13,7 |

| 15,0 |

| 18,1 |

| 21,4 |

| 24,3 |

| 25,8 |

| 26,1 |

| 25,7 |

| 24,7 |

| 21,9 |

| 18,5 |

| 15,3 |

| 13,7 |

| 15,0 |

| 18,1 |

| 21,4 |

| 24,3 |

| 25,8 |

| 26,1 |

| 25,7 |

| 24,7 |

| 21,9 |

| 18,5 |

| 15,3 |

## Politik

### Verwaltung

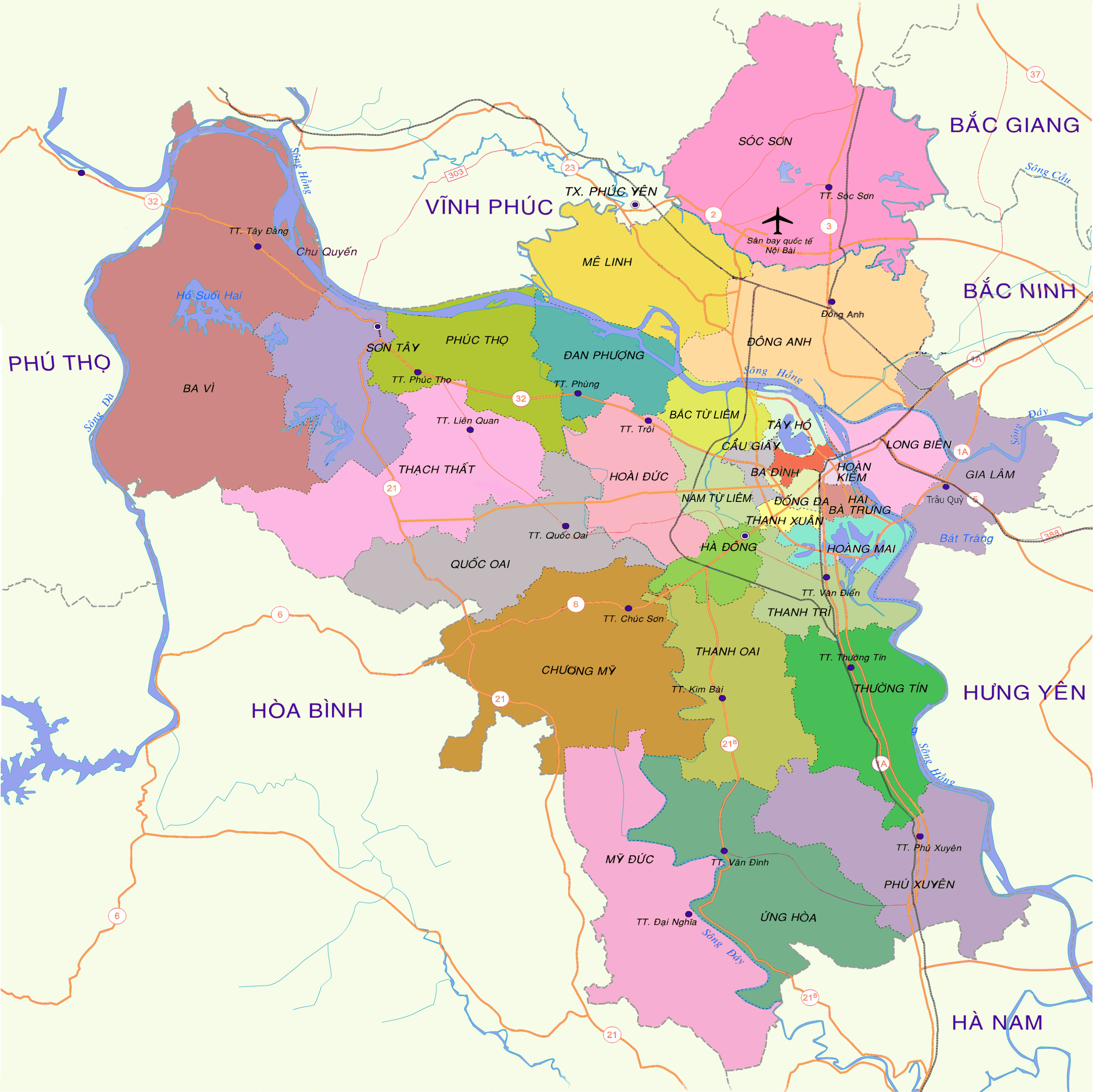
Distrikte Hanois, Ende 2008

Hanoi ist direkt der Zentralregierung unterstellt und verwaltungstechnisch einer Provinz gleichgestellt.
Zum 1. August 2008 wurde Hanoi erweitert. Die Provinz Hà Tây sowie der Bezirk Mê Linh der Provinz Vĩnh Phúc und die Bezirksteile Đông Xuân, Tiến Xuân, Yên Bình und Yên Trung des Provinzbezirks Lương Sơn (Provinz Hòa Bình) wurden dem Verwaltungsgebiet Hanoi hinzugefügt. Durch diese Erweiterung hat sich die Fläche verdreifacht, womit Hanoi heute zu den größten Hauptstädten der Welt gehört.
Die Stadt ist in die folgenden 29 Bezirke untergliedert:
- 10 Stadtbezirke (Quận): Ba Đình, Cầu Giấy, Đống Đa, Hà Đông, Hai Bà Trưng, Hoàn Kiếm, Hoàng Mai, Long Biên, Tây Hồ und Thanh Xuân
- 1 Marktgemeinde (Thị xã): Sơn Tây
- 18 Landkreise (Huyện): Ba Vì (Bezirk), Chương Mỹ, Đan Phượng, Đông Anh, Gia Lâm, Hoài Đức, Mê Linh, Mỹ Đức, Phú Xuyên, Phúc Thọ, Quốc Oai, Sóc Sơn, Thạch Thất, Thanh Oai, Thanh Trì, Thường Tín, Từ Liêm und Ứng Hòa.

### Städtepartnerschaften
- Ankara (Türkei), seit 1998
- Bangkok (Thailand), seit 2004
- Peking (China), seit 1994[4]
- Seoul (Südkorea), seit 1996
- Warschau (Polen), seit 2000

#### Städtepartnerschaften einzelner Stadtbezirke
- Stadtbezirk Hoàng Mai mit dem  Berliner Bezirk Marzahn-Hellersdorf, seit 2013
- Stadtbezirk Hoàn Kiếm mit dem  Berliner Bezirk Lichtenberg, seit 2015[5]

#### Kooperations- und Freundschaftsabkommen
- Präfektur Fukuoka (Japan)[6][7]
- Toulouse (Frankreich)

## Wirtschaft

### Finanzplatz
In der Stadt befindet sich unter anderem eine der beiden nationalen Wertpapierbörsen – die Hanoi Stock Exchange.

## Verkehr

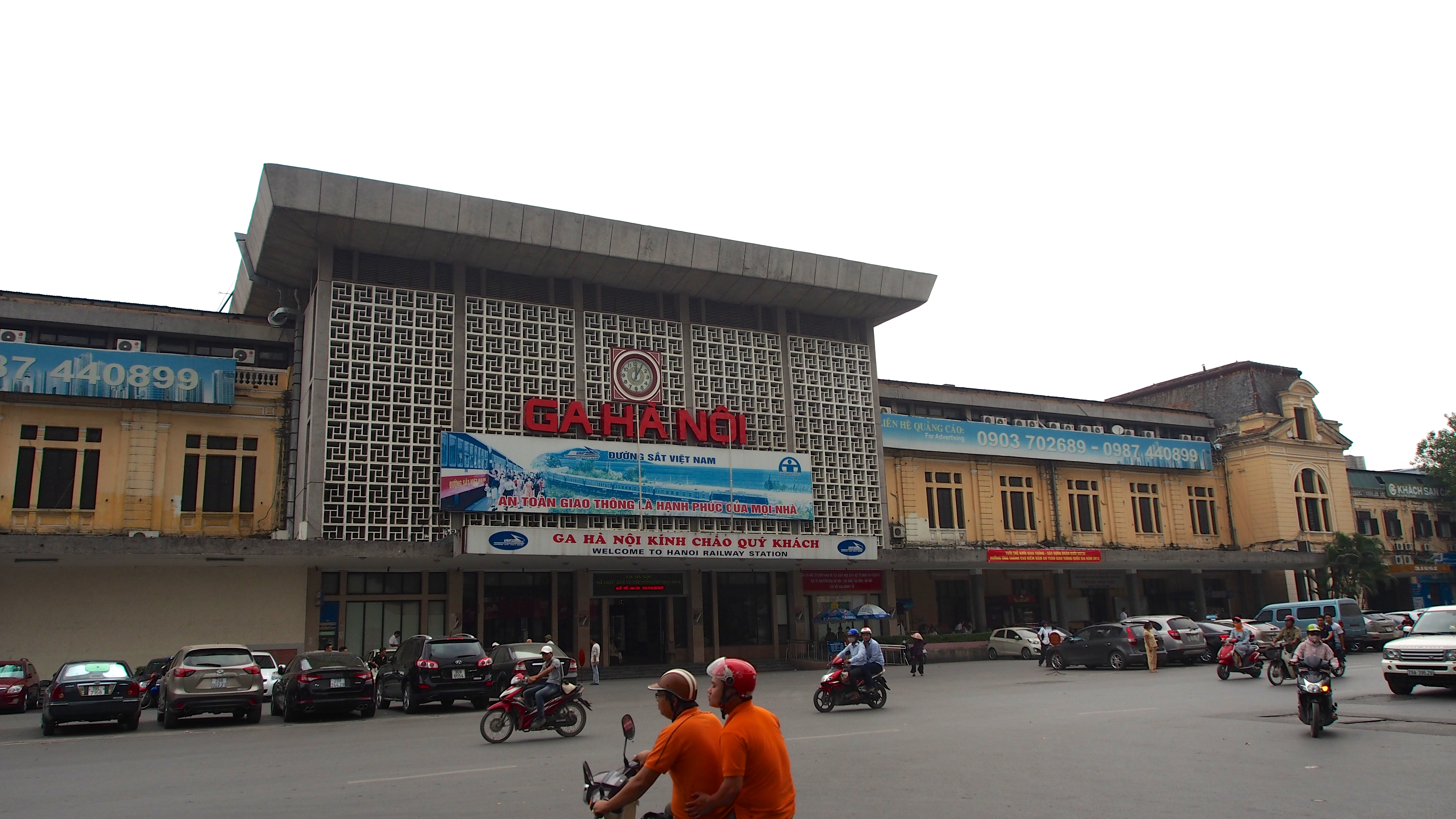
Hauptbahnhof Ga Hanoi

Der Flughafen Hanoi (Nội Bài International Airport) ist der zweitgrößte Flughafen in Vietnam. Über die Nord-Süd-Schnellstraße ist Hanoi mit Giang verbunden.
Vom Hauptbahnhof (Ga Hà Nội) fahren meterspurige Züge nach Lào Cai, Đồng Đăng (Grenzübergang nach China, Provinz Lạng Sơn, durch die ca. 10 km davor gelegene gleichnamige Provinzhauptstadt), Hải Phòng und Ho-Chi-Minh-Stadt. Vom Bahnhof Gia Lâm verkehrt ein täglicher normalspuriger Nachtreisezug nach Nanning (China).
Der formalisierte öffentliche Personennahverkehr wird heutzutage größtenteils mit Omnibussen betrieben. Die letzte Straßenbahnlinie wurde 1989 stillgelegt. Ein U-Bahn-System mit acht Linien ist in Planung, bzw. teilweise in Betrieb. Nach mehrfachen Verzögerungen wurde die erste etwa 13 Kilometer lange Linie der Metro Hanoi am 6. November 2021 in Betrieb genommen. Sie hat 12 Stationen und verkehrt zwischen Cat Linh und Ha Dong. Die Linie verläuft vollständig aufgeständert. An einer zweiten Linie wird derzeit gebaut. Neben dem formalisierten öffentlichen Personennahverkehr wickeln auch Motorradtaxen einen Teil des Verkehrs ab.

## Sehenswürdigkeiten
- Altstadt, Viertel der 36 Gassen

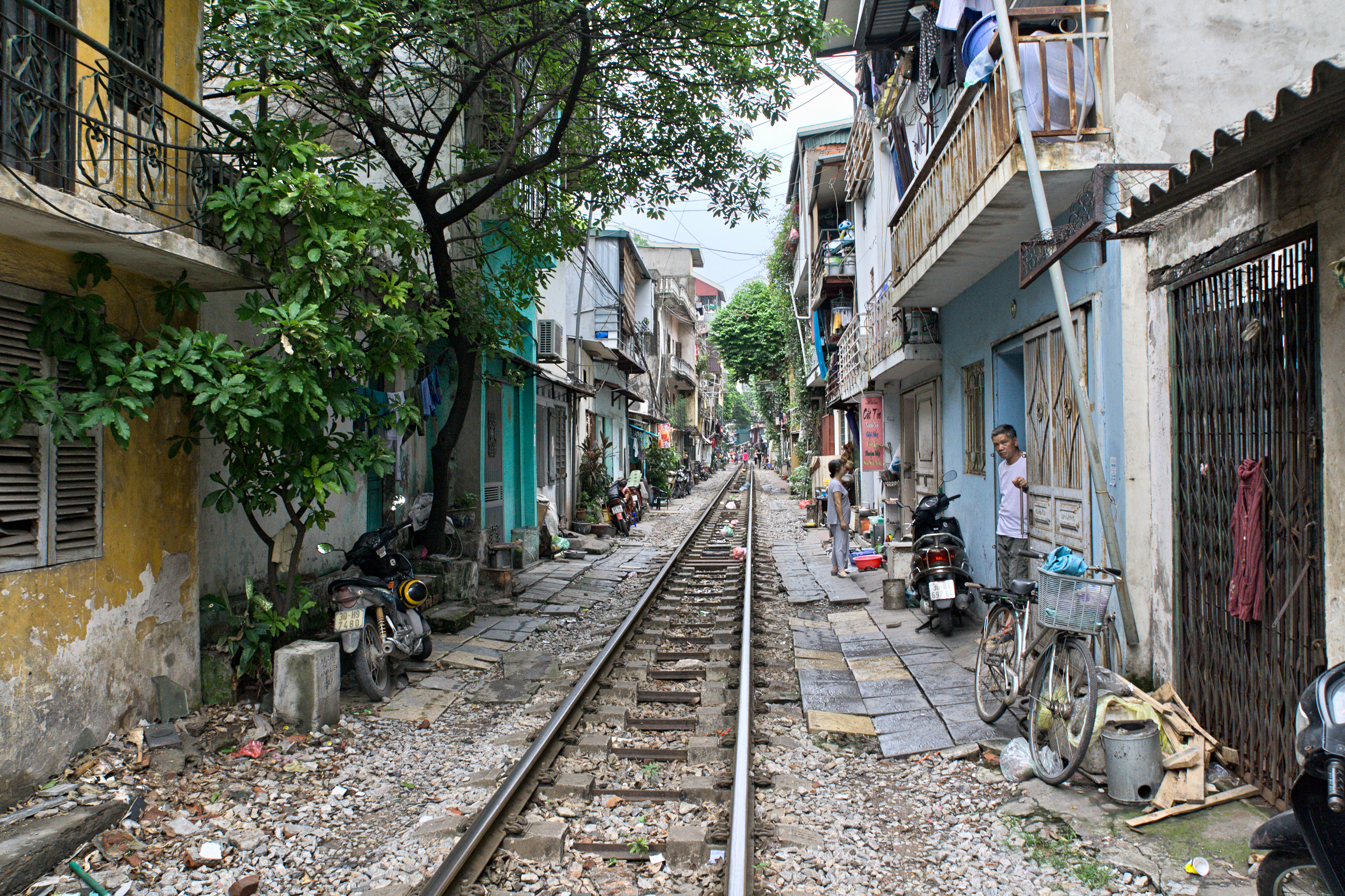
Durch ein Wohngebiet verlaufende Eisenbahn

- Ba-Đình-Platz, zentraler Platz mit Parkanlage
- Hoan-Kiem-See
- Westsee
- Jadeberg-Tempel
- Literaturtempel, die Sammlung der 82 Stelen im Literaturtempel wurde am 9. März 2010 in das UNESCO-Weltdokumentenerbe aufgenommen.[15]
- Einsäulenpagode (Chùa Một Cột)
- Ho-Chi-Minh-Wohnhaus
- Ho-Chi-Minh-Mausoleum
- Ho-Chi-Minh-Museum
- Überreste der Zitadelle Thăng Long; der zentrale Bereich wurde 2010 zum UNESCO-Weltkulturerbe erklärt.[16]
- Flaggenturm
- Vietnamesisches Nationalmuseum der Schönen Künste
- Parfüm-Pagode
- Revolutionsmuseum
- Vietnamesische Nationaluniversität
- Oper
- Thăng-Long-Wasserpuppentheater
- Ethnologisches Museum von Vietnam

## Söhne und Töchter der Stadt
- Nguyễn Văn Vĩnh (1882–1936), frankophoner Publizist
- Gaston Aumoitte (1884–1957), französischer Krocketspieler
- Henriette Bùi Quang Chiêu (1906–2012), Medizinerin
- Henri Laborit (1914–1995), französischer Neurologe, Arzt und Chemiker
- Vũ Văn Mẫu (1914–1998), Politiker
- Tô Hoài (1920–2014), Schriftsteller und Journalist
- Phạm Duy (1921–2013), Komponist, Sänger und Autor
- Lê Thành Khôi (1923–2025), Bildungswissenschaftler
- Madame Nhu (1924–2011), First Lady
- Bernard Moitessier (1925–1994), französischer Segler
- Mai Văn Hòa (1927–1971), Tischtennisspieler
- Madeleine Moreau (1928–1995), französische Wasserspringerin
- Nicole May Vidal (1928–2003), französische Schriftstellerin
- Vũ Giáng Hương (1930–2011), Seidenmalerin
- Nguyễn Khải (1930–2008), Schriftsteller
- Aldo Eminente (1931–2021), französischer Schwimmer
- François Xavier Nguyên Van Sang (1932–2017), römisch-katholischer Geistlicher, katholischer Bischof von Thái Bình
- Nguyễn Văn Hiệu (1938–2022), Physiker, Kernphysiker und Hochschullehrer
- Perrette Pradier (1938–2013), französische Schauspielerin
- Évelyne Pisier (1941–2017), französische Politologin und Schriftstellerin
- Bùi Tường Phong (1942–1975), Computergrafik-Pionier
- Hervé d’Encausse (* 1943), französischer Stabhochspringer
- Dương Thụ (* 1943), vietnamesischer Sänger
- Nguyễn Phú Trọng (1944–2024), Politiker
- Phạm Gia Khiêm (* 1944), Politiker
- Trịnh Xuân Thuận (* 1948), Astrophysiker
- Nguyễn Huy Thiệp (1950–2021), Schriftsteller
- Mai Đức Chung (* 1951), Fußballspieler und -trainer
- Luy Gonzaga Nguyễn Hùng Vị (* 1952), römisch-katholischer Geistlicher, Bischof von Kontum
- Trịnh Thị Minh Hà (* 1952), postkolonialistische Differenz-Theoretikerin, Komponistin und Filmemacherin
- Alphonse Nguyên Huu Long (* 1953), römisch-katholischer Bischof von Vinh
- Joseph Dang Duc Ngan (* 1957), römisch-katholischer Erzbischof von Huế
- Dang Thai Son (* 1958), Konzertpianist
- Chu-Tan-Cuong (* 1963), Kampfsportler und -künstler
- Mai-Phuong Kollath (* 1963), Integrationsaktivistin in Deutschland
- Hoàng Anh Tuấn (* 1965), Diplomat
- Trịnh Xuân Thanh (* 1966), Manager und Politiker (KPV)
- Phạm Nhật Vượng (* 1968), Unternehmer
- Thanh Lam (* 1969), Sängerin
- Dam Thanh Son (* 1969), Physiker
- Thanh Thanh Hiền (* 1969), Sängerin
- Hồng Nhung (* 1970), Sängerin
- Van H. Vu (* 1970), Mathematiker
- Ngô Bảo Châu (* 1972), Mathematiker
- Hoàng Thị Minh Hồng (* 1972), Umweltschutzaktivistin
- Bằng Kiều (* 1973), Sänger
- The Duc Ngo (* 1974), Koch
- Lê Minh Sơn (* 1975), Gitarrist und Komponist
- Mỹ Linh (* 1975), Sängerin
- Nguyen Xuan Huy (* 1976), Maler
- Ngo The Chau (* 1977), Kameramann
- Thu Minh (* 1977), Sängerin
- Hà Trần (* 1977), Sängerin
- Hoàng Thanh Trang (* 1980), Schachspielerin
- Nguyễn Ngọc Duy (* 1986), Fußballspieler
- Trang Le Hong (* 1987), Schauspielerin
- Chi Le (* 1987), Schauspielerin
- Thao Vu (* 1987), Schauspielerin
- Mai Phương Thúy (* 1988), Model und Miss Vietnam 2006
- Đỗ Thị Ngân Thương (* 1989), Turnerin
- Alice Svensson (* 1991), schwedische Popsängerin
- Bùi Thị Thu Thảo (* 1992), Weitspringerin
- Chu Hoàng Diệu Linh (* 1994), Taekwondoin
- Nguyễn Thị Oanh (* 1996), Leichtathletin
- Nguyễn Thị Hằng (* 1997), Sprinterin
- Nhat Nguyen (* 2000), irischer Badmintonspieler
- Nhung Hong (* 2002), deutsche Schauspielerin

## Trivia
Es gibt ein mathematisches Knobel- und Geduldsspiel namens „Türme von Hanoi“.
Die finnische Musikband Hanoi Rocks benannte sich nach der vietnamesischen Hauptstadt.
Halle-Neustadt wird im Volksmund in ironischer Anspielung auf die vietnamesische Hauptstadt auch HaNeu genannt.
Am  2. Februar 1999 wurde der Asteroid (7816) Hanoi nach der Stadt benannt.

## Galerie

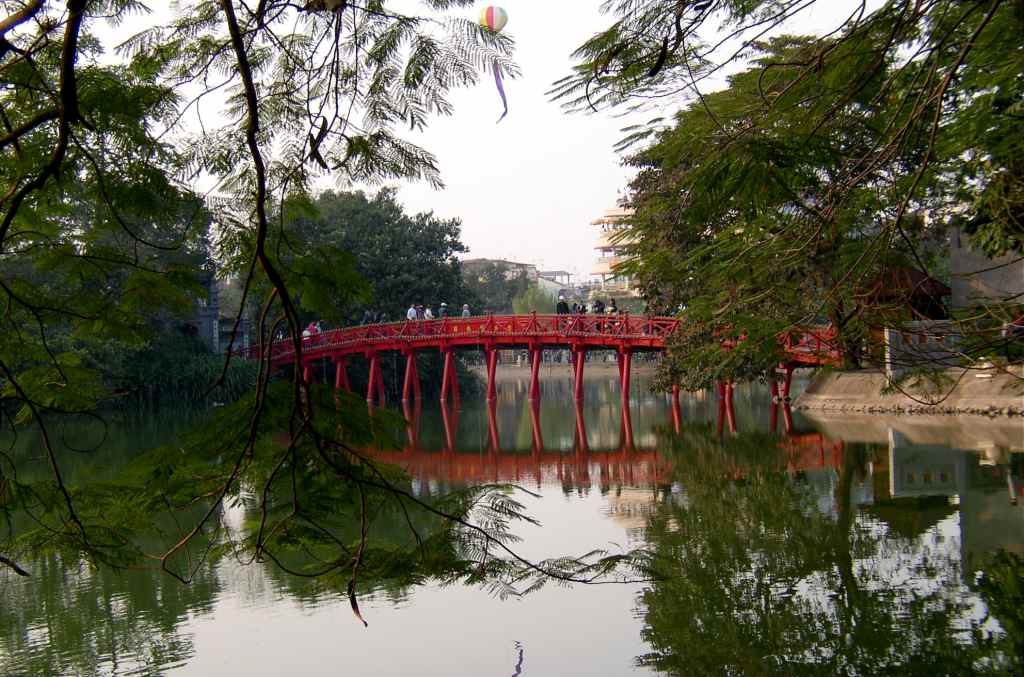
The-Huc-Brücke am Hoan-Kiem-See
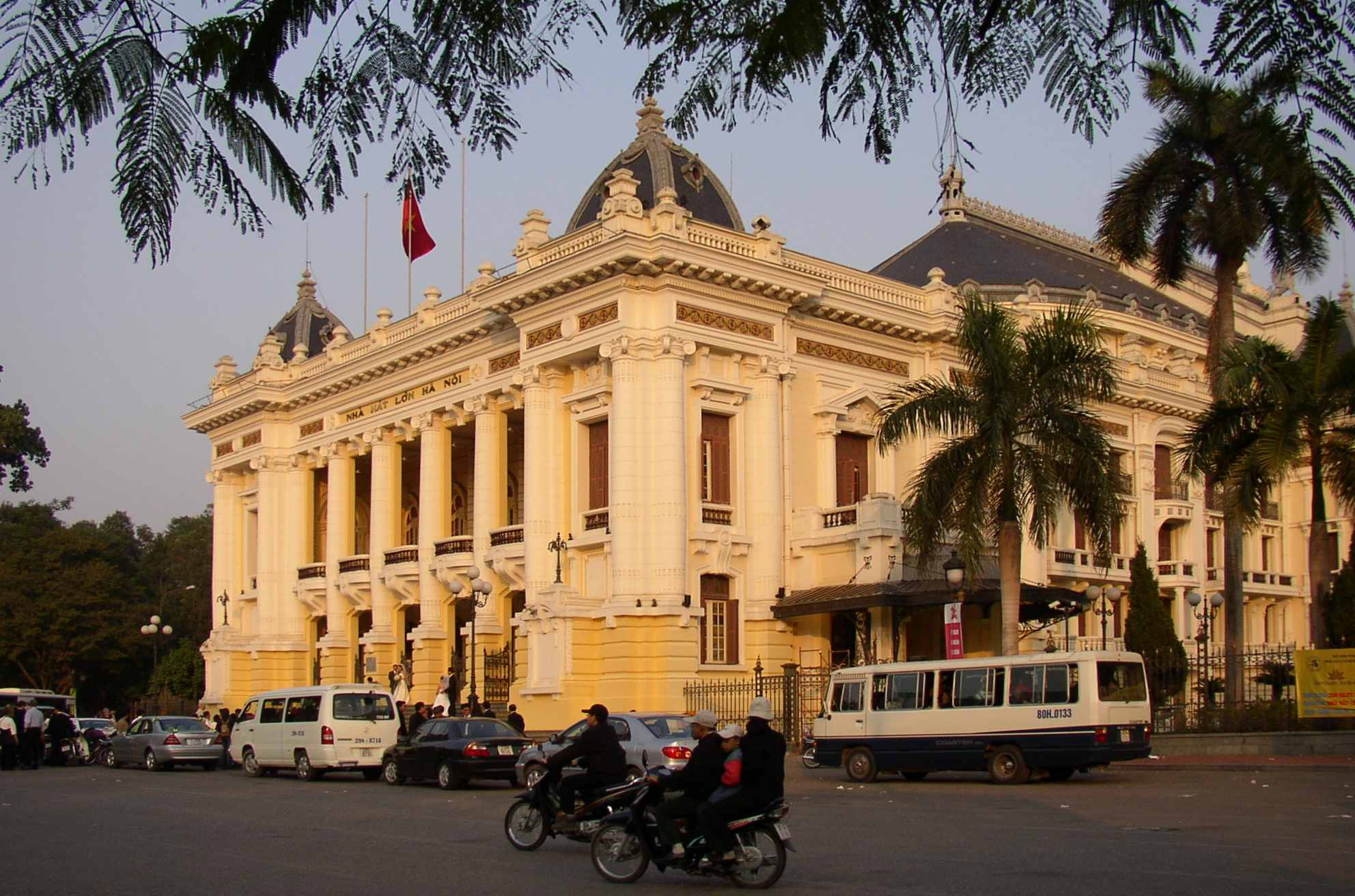
Oper
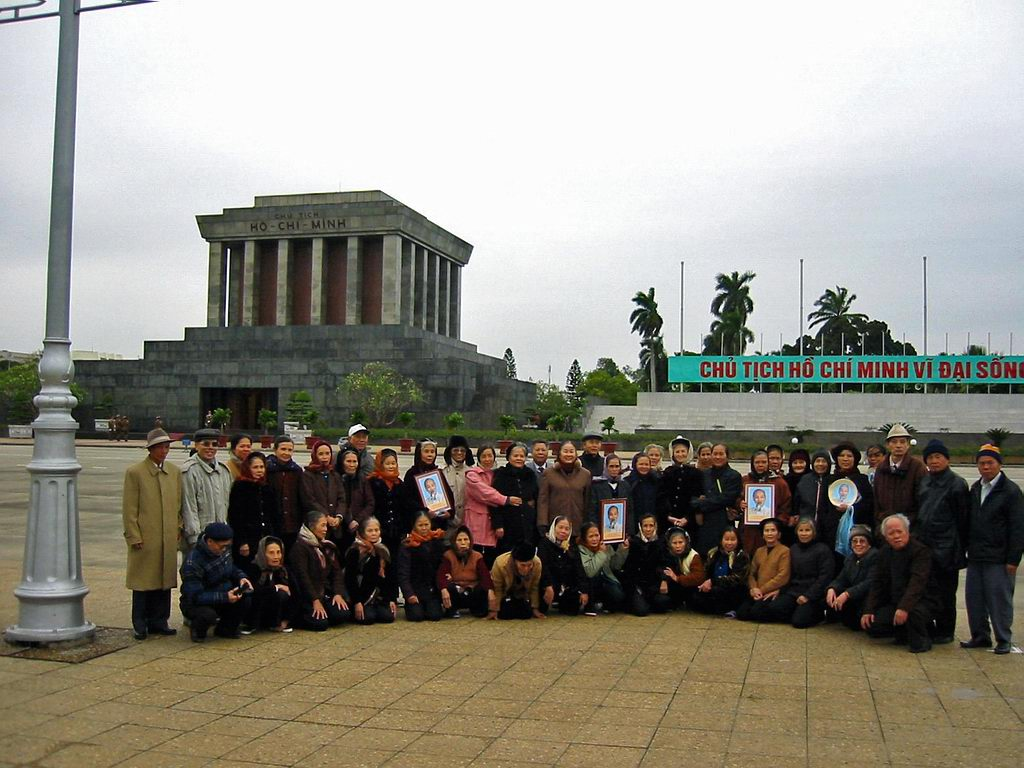
Hồ-Chí-Minh-Mausoleum
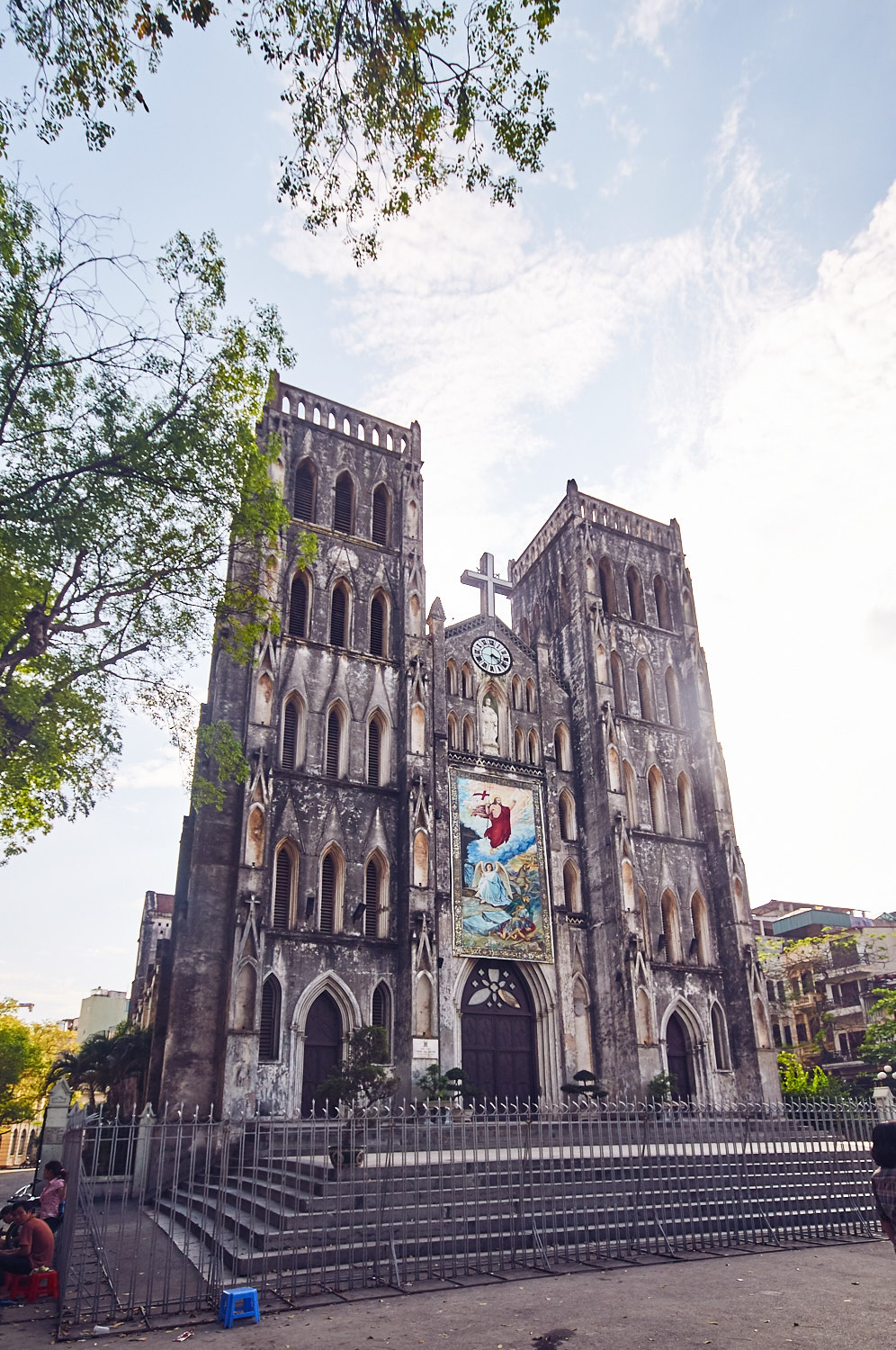
St.-Joseph-Kathedrale
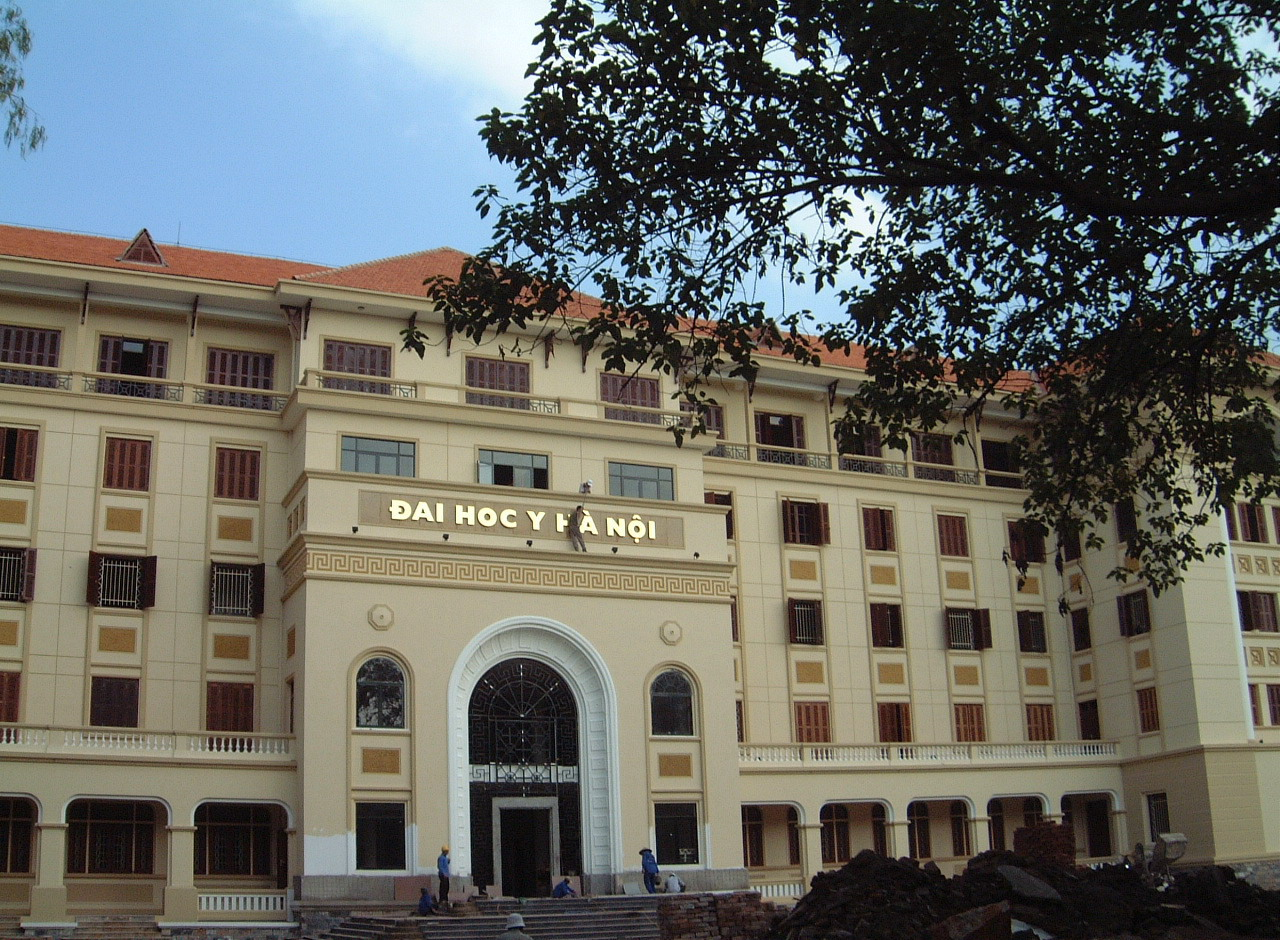
Medizinische Universität
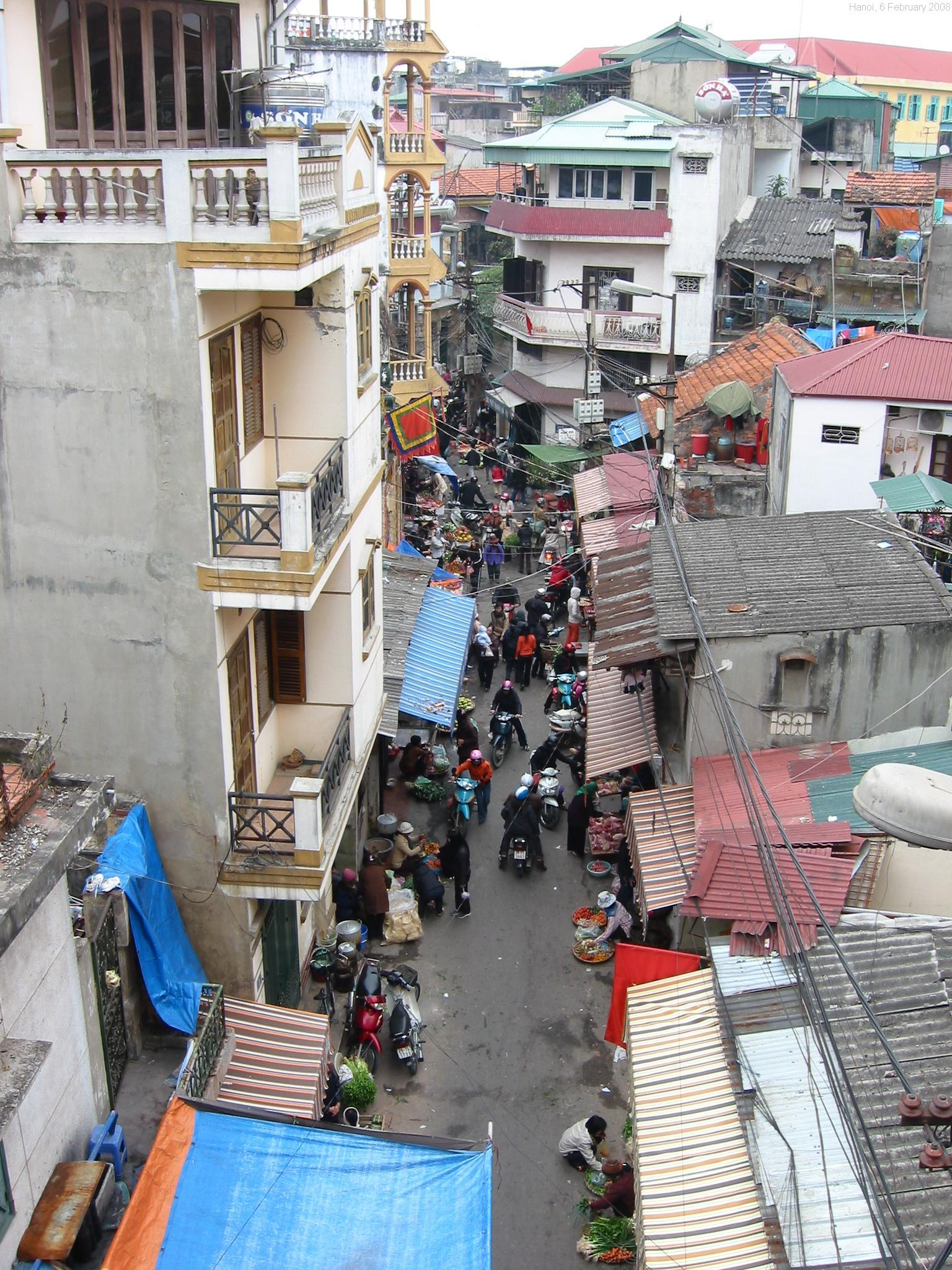
Altstadtstraße im Viertel der 36 Gassen
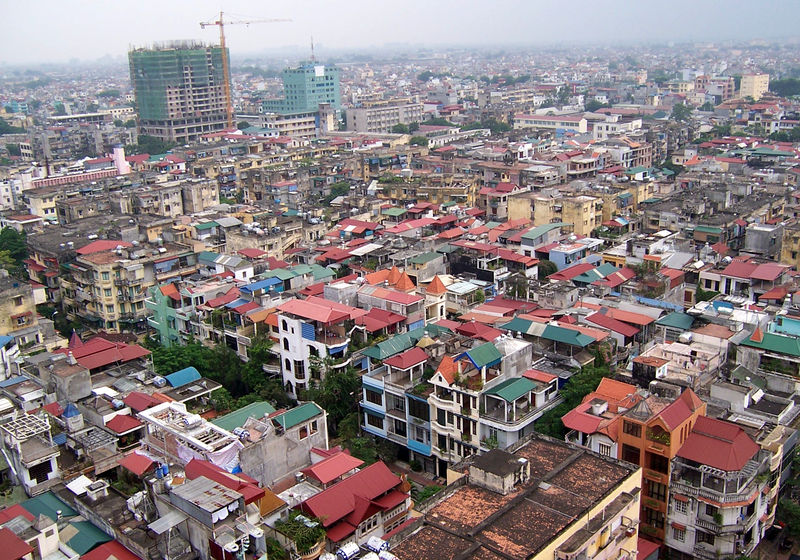
Blick auf einen Stadtteil: Nguyen-Chi-Thanh-Straße
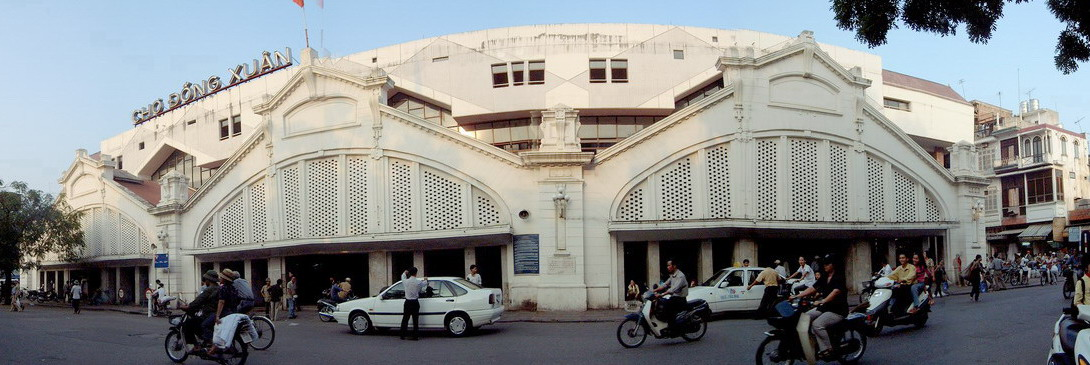
Đồng-Xuân-Markt
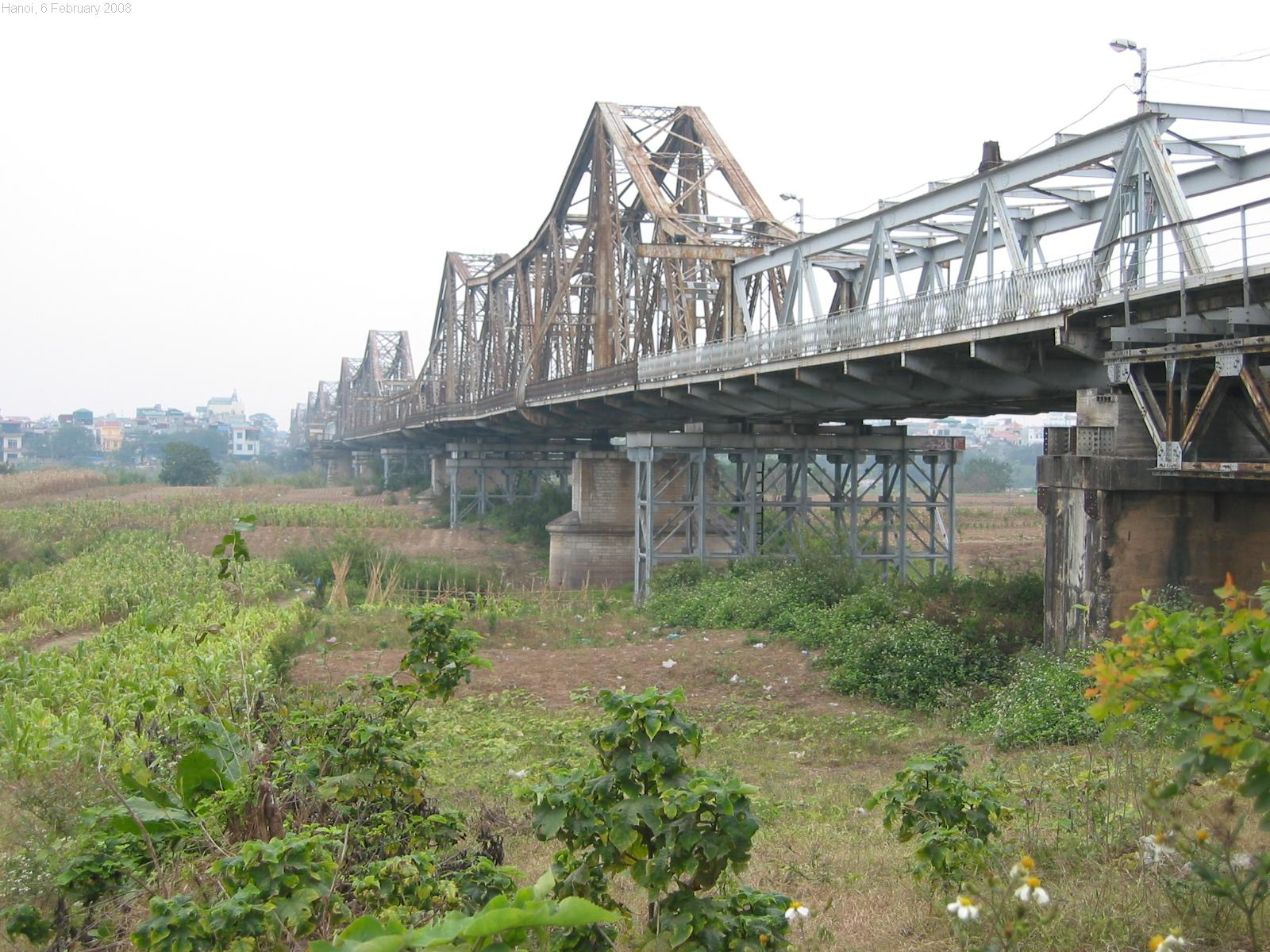
Long-Biên-Brücke
Park der Wiedervereinigung (vormals Lenin-Park)
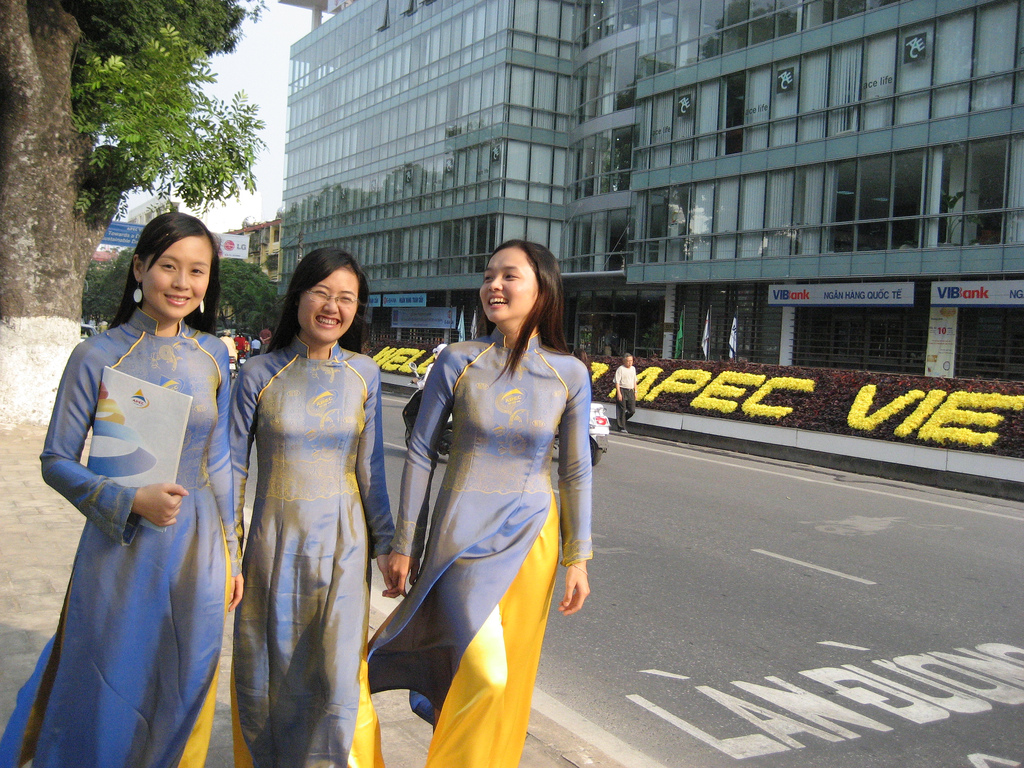
Junge Frauen im klassischen Áo dài
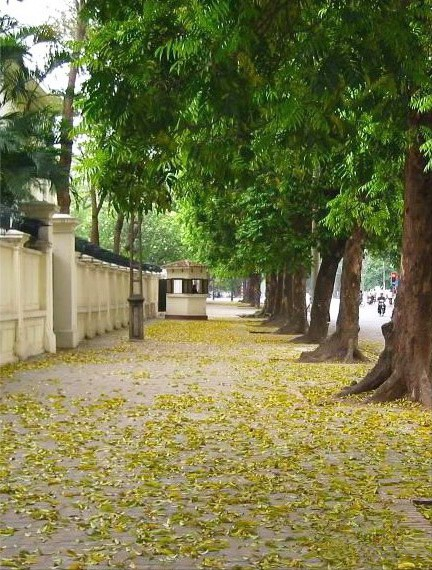
Goldenes Hanoi
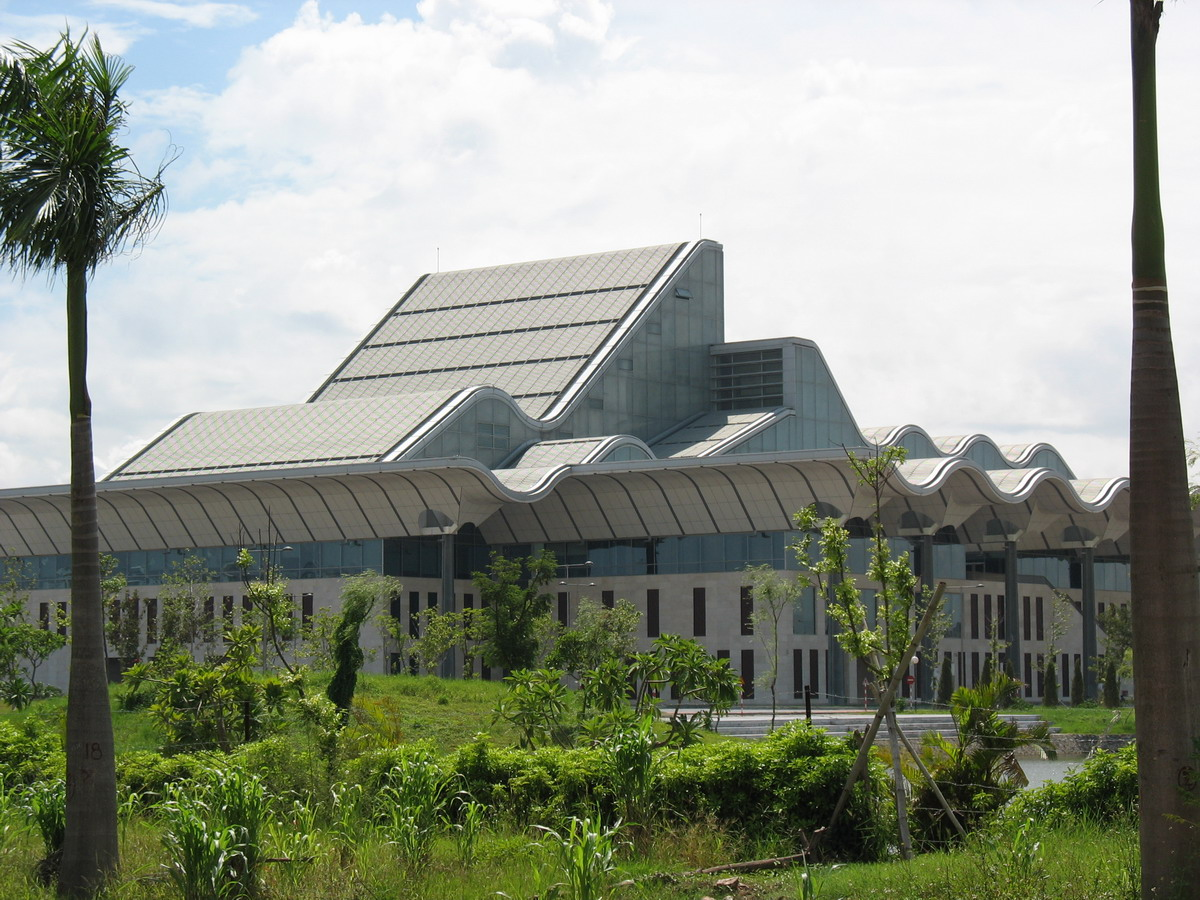
Vietnam National Convention Center
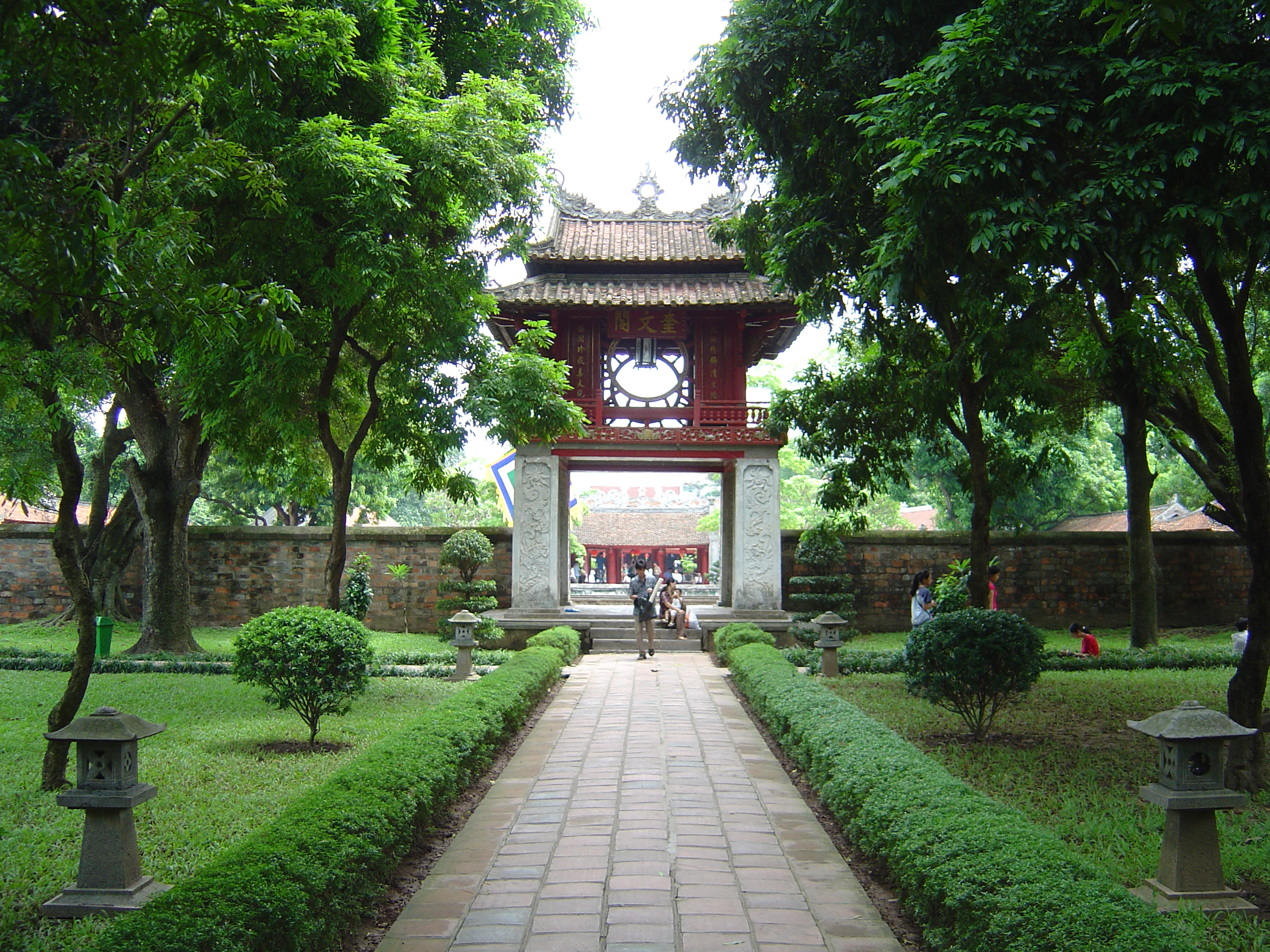
Haupttor des Literaturtempels
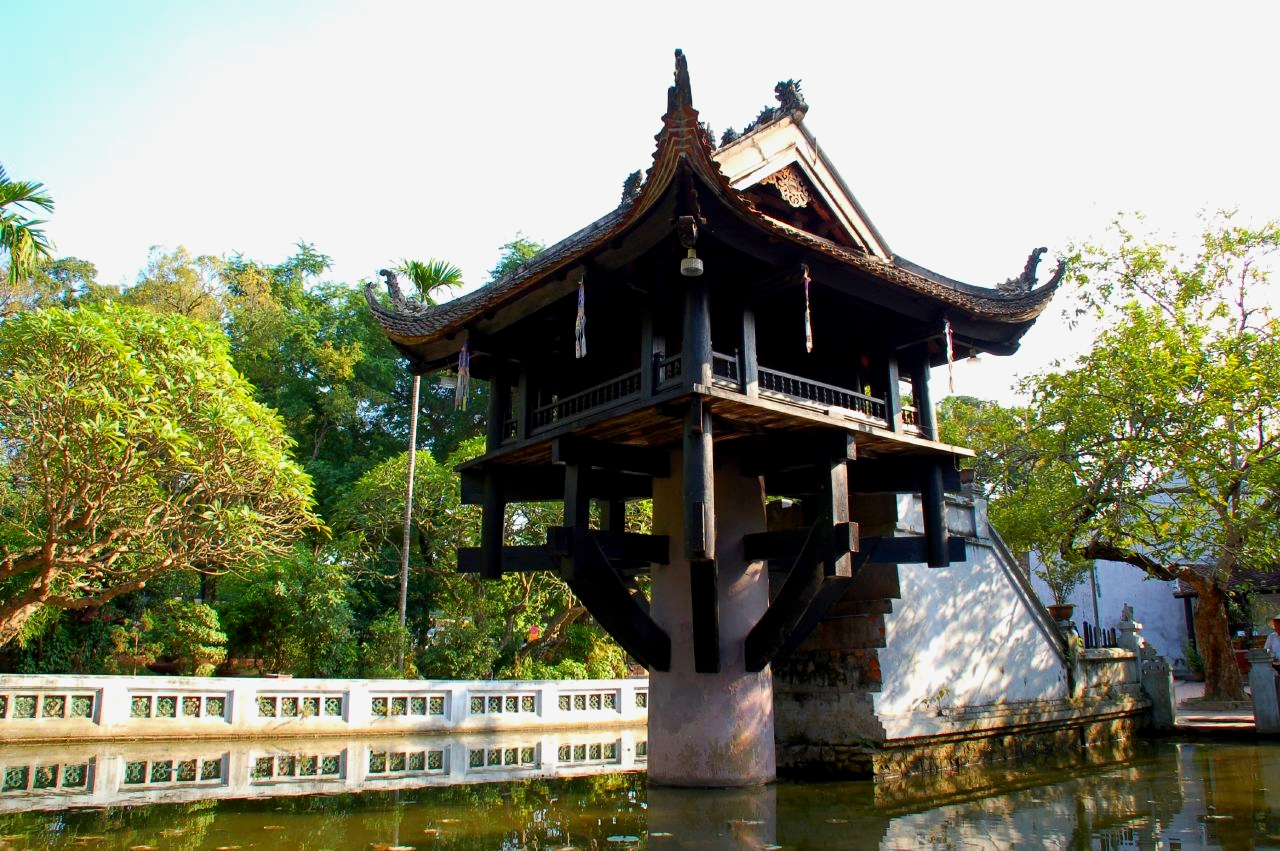
Ein-Säulen-Pagode
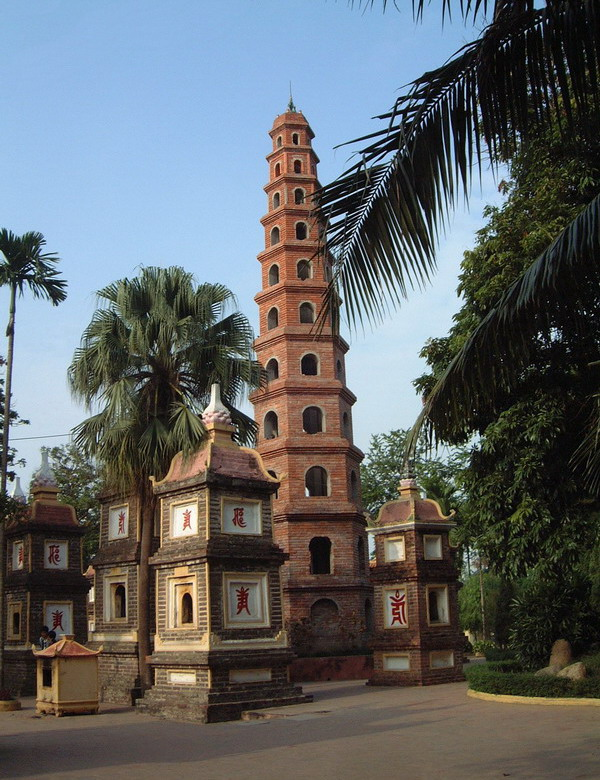
Trấn-Quốc-Pagode
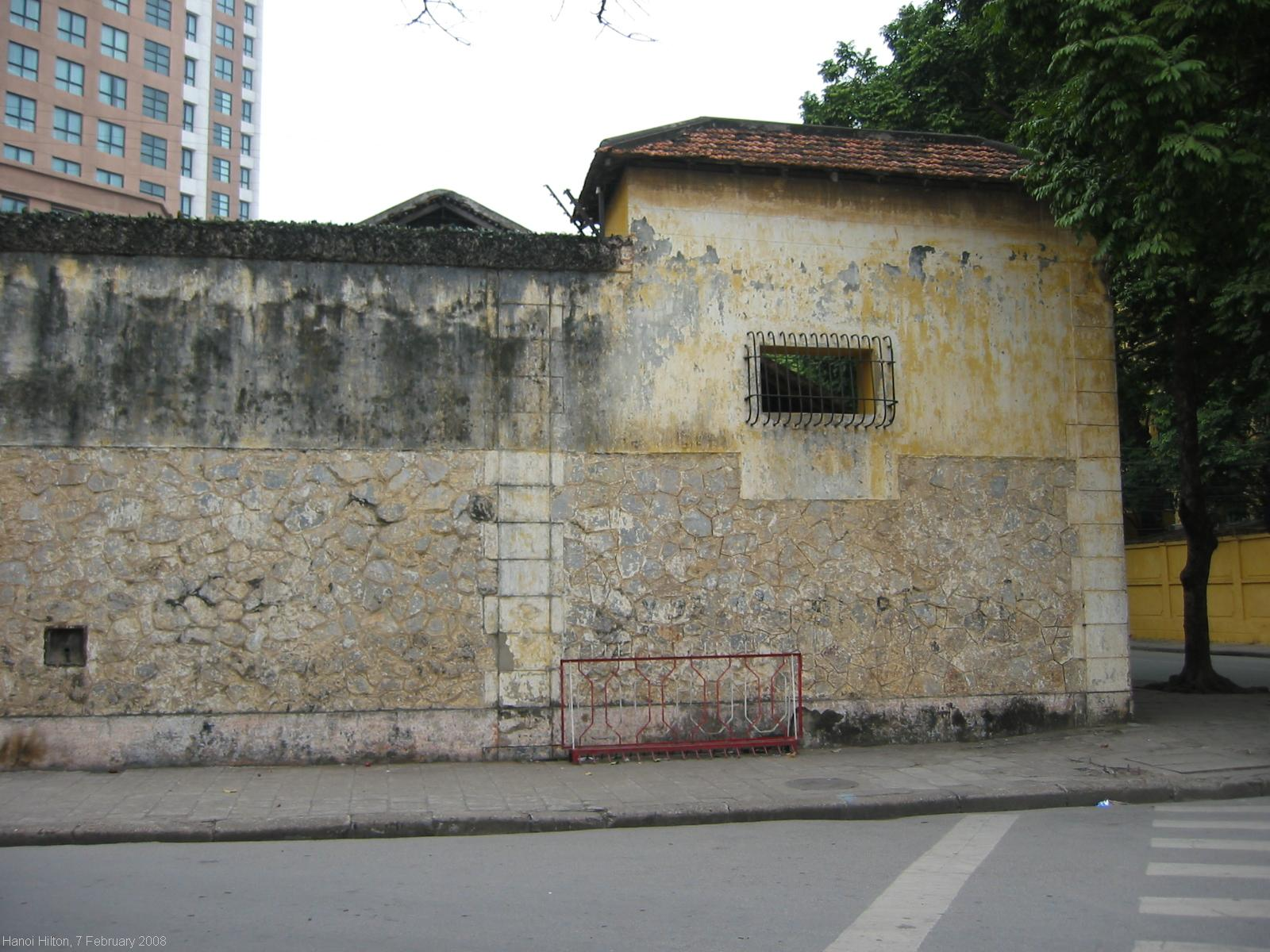
Hỏa Lò, das sogenannte Hanoi Hilton
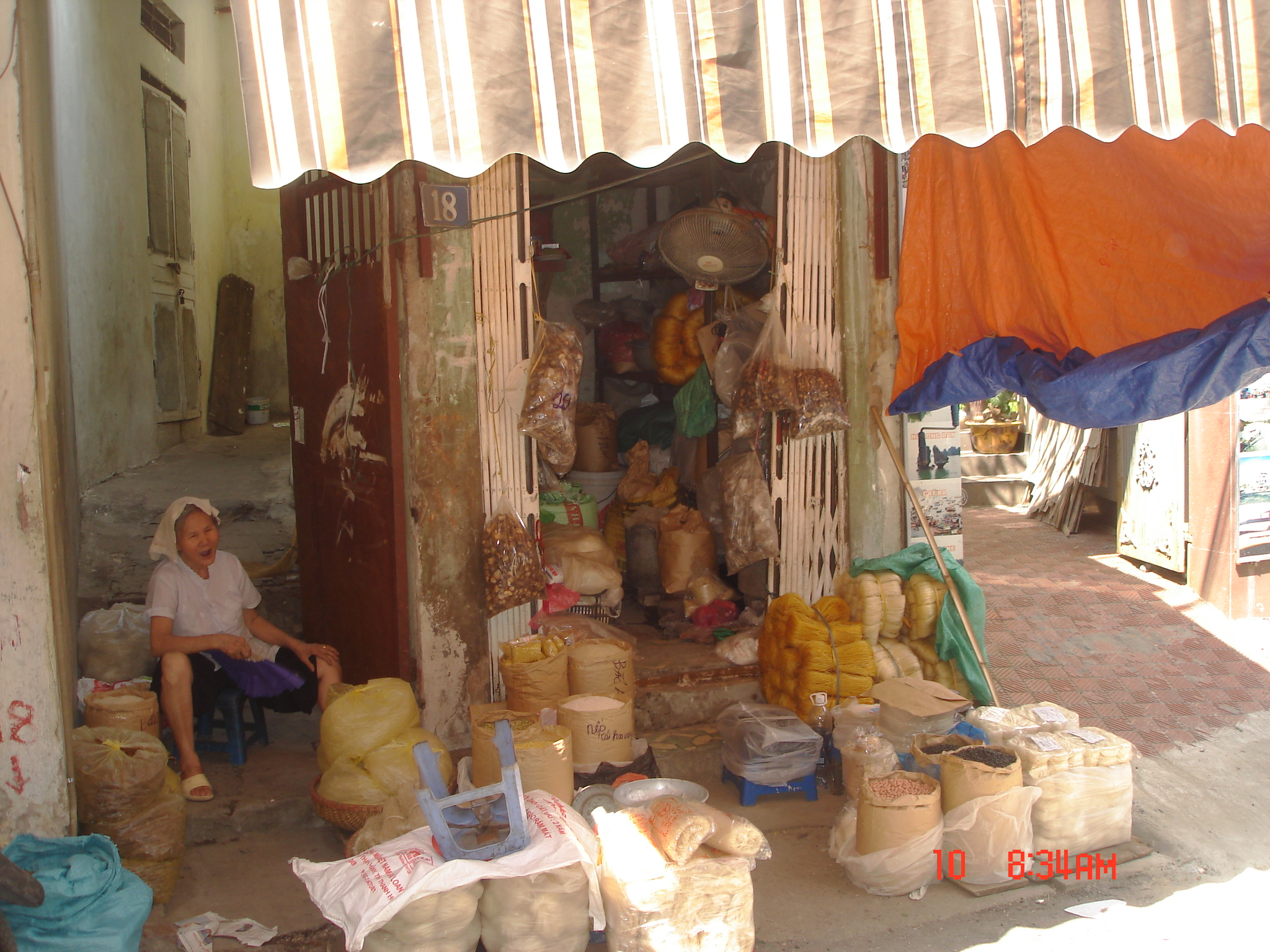
Marktstand in der Altstadt von Hanoi